# Nocaute Jack
Abilio José da Silva, mais conhecido por Nocaute Jack (Andrelândia, 1923 - Teresópolis, 16 de maio de 2003), foi um massagista da Seleção Brasileira de Futebol. No tetra-campeonato mundial da Seleção, em 1994, é ele quem aparece dando uma cambalhota logo após Roberto Baggio perder o pênalti decisivo. Fez este mesmo gesto após o primeiro gol de Pelé, na final da Copa de 1970 contra a Itália.
Nos anos 1960, foi também lutador de Telecatch.

## Biografia
Ganhou o apelido de Nocaute Jack devido ao apreço que tinha pelo boxe, esporte que praticou enquanto era jovem.
Iniciou sua carreira de massagista no clube São Cristóvão, do Rio. Ele foi escolhido para essa função pois era o único no clube que tinha um curso de enfermagem. À época, ele também era lutador de Telecatch.
Em 1969, virou massagista do Cruzeiro.
Trabalhou como massagista da Seleção em sete copas do mundo, de 1970 a 1994. Após a Copa do Mundo de 1994, foi demitido da função de massagista, mas continuou trabalhando para a CBF. Sua última ocupação foi a de administrador da Granja Comary, centro de treinamentos da Confederação Brasileira de Futebol.
Era muito querido pelos jogadores. Na Copa de 1994, por exemplo, o lateral Branco dedicou o gol marcado contra a Holanda a ele. Sua amizade com Gérson, o Canhotinha de Ouro, também ficou marcada. O jogador, fumante contumaz, não dispensava um cigarro no intervalo dos jogos. Sabedor do costume, Nocaute sempre deixava o fósforo preparado para ajudar o amigo.

## Morte
Faleceu em 16 de maio de 2003, aos 80 anos, vitimado por um ataque cardíaco enquanto dirigia seu carro na estrada que liga o Rio de Janeiro a Teresópolis.
Seu corpo foi sepultado no Cemitério São João Batista, em Botafogo no Rio.